# Edictum perpetuum
Das edictum perpetuum („dauerhafte Bekanntmachung“) war die Bezeichnung für die – über Amtsperioden des Gerichtsmagistraten hinaus wirkenden – Festlegungen für die römische Rechtsprechung. Es basiert auf dem grundsätzlich jährlich neu zu fassenden prätorischen Edikt, einem Rechtsschutzprogramm für den Prozess. 
Der Begriff edictum perpetuum wird in zwei unterschiedlichen Bedeutungen verwendet: einerseits als konsolidierte, endgültige Fassung des prätorischen Edikts, die der hochklassische Jurist Julian dem Edikt um das Jahr 130 n. Chr. unter Kaiser Hadrian gegeben hat. In diesem Sinne wird es teilweise auch als ewiges Edikt bezeichnet. Da viele Vorschriften sich ohnehin immer wiederholten, lag der Zweck der Maßnahme in der Rationalisierung des prätorischen Rechts. In einem älteren und einschränkenden Sinne verweist edictum perpetuum auf das Edikt als verlässlichen Rechtsschutz für die einjährige magistratischen Amtszeit (Dauerdelikt).

## Edictum perpetuum alsDaueredikt
Zur Zeit der Republik hatte der Gerichtsmagistrat das ius edicendi inne, die Befugnis, im Rahmen seiner Kompetenzen Verfügungen (Edikte) zu erlassen. Dabei übte der Stadtprätor (praetor urbanus) die Jurisdiktionsgewalt über den römischen Bürger aus, der Fremdenprätor (praetor peregrinus) war für die Nichtbürger, mithin die Fremden, zuständig. Für die Marktgerichtsbarkeit mit speziellen Anliegen, waren die kurulischen Ädilen (aediles) die zuständigen Richter. Die Aufgaben aller bestanden im zweigeteilten Formularprozess darin, Klagen (actiones) zu gewähren und Einwendungen (exceptiones) zu prüfen, gegebenenfalls zuzulassen. Im Eilfall entschieden sie über vorläufige gerichtliche Anordnungen. Zu Beginn des jeweiligen Amtsjahres gab der Gerichtsmagistrat (zumeist war der Prätor aufgerufen) in seinem Edikt bekannt, welche Rechtsschutzformeln er seiner einjährigen Amtsführung zugrunde legt. Nach Quellenlage übernahmen ab dem 3. Jahrhundert insbesondere die Prätoren (beziehungsweise die für sie tätigen Juristen) eine zunehmend zentrale Rolle, in der ein Keim für die Rechtsfortbildung sichtbar wurde. Die Ediktstexte wurden Jahr für Jahr weitgehend vom Vorgänger übernommen und fortgeschrieben, sodass sich mit der Zeit eine eigene elastische Rechtsschicht neben dem ius civile herausbildete, das Amtsrecht der Magistrate (ius honorarium).

## Edictum perpetuum alsendgültige Ediktsfassung
Das weitergehende edictum perpetuum geht in seiner Rekonstruktion auf den deutschen Rechtsgelehrte Otto Lenel zurück (1883). Kaiser Hadrian plante demnach eine umfangreiche Justizreform. Unter dieser Vorgabe ließ er etwa 130 n. Chr. das durch die prätorischen Edikte gesetzte Recht überarbeiten und in eine entschlackte, endgültige Fassung bringen. Er beauftragte dafür den Juristen Julian. Die Redaktion und Festschreibung des Edikts, bei der die Edikte der Stadt- und Fremdenprätoren vermutlich zusammengeführt wurden, bedeutete nach teilweise vertretener Auffassung in der rechtshistorischen Forschung, dass das Ende der prätorischen Rechtsfortbildung bevorstand. Es führte insoweit den längst begonnenen Übergang der Rechtsschöpfung auf den Kaiser zu einem Abschluss. Nach einer anderen Auffassung verlor die Arbeit an den Edikten ihre Produktivität nicht, sie sei weder eingeschränkt noch gar beendet worden. Im Rahmen der zunehmenden Zentralisierung des Machtapparats, habe der kaiserliche Eingriff lediglich die Autorität vom Prätor auf den Prinzeps verschoben.